# Église Saint-Joseph-et-Saint-Esprit de Cordoue
L’église Saint-Joseph-et-Saint-Esprit (en espagnol : iglesia de San José y Espíritu Santo) est une église paroissiale située place Sainte-Thérèse (en espagnol : plaza de Santa Teresa), dans la ville de Cordoue en Andalousie.

## Histoire
L'église occupe le lieu de l'ancien ermitage du Campo de la Verdad. En 1952 elle a été remodelée à l'initiative de l'évêque Fray Albino en gagnant ampleur et hauteur, et y ont été bâtis des logements et des locaux pour l'église dans le lieu annexe où jusqu'alors existait un cimetière.[réf. nécessaire]